# Charlotte for Ever
Charlotte for Ever es una película francesa de 1986, dirigida por Serge Gainsbourg. Fue protagonizado por él mismo, Charlotte Gainsbourg, Roland Bertin y Roland Dubillard.

## Sinopsis
Stan, que en su día fue un exitoso guionista de Hollywood, es ahora un alcohólico depresivo que pasa la mayor parte del tiempo vagando por su casa mientras le cuenta sus problemas a su compañera de copas. Lo único que le permite seguir adelante es su amor por su hija adolescente, Charlotte, pero ella lo desprecia, creyendo que es el responsable del accidente en el que murió su madre. La única esperanza de Stan es arreglar las cosas con Charlotte.

## Reparto
- Charlotte Gainsbourg como Charlotte
- Serge Gainsbourg como Stan
- Roland Bertin como Leon
- Roland Dubillard como Herman
- Anne Zamberlan como Lola
- Anne Le Guernec como Adelaide

## Producción
Charlotte Gainsbourg solo tiene malos recuerdos del rodaje de esta película. Ha declarado que su padre la obligaba a superar sus límites a pesar de su corta edad. «Me obligaba a ir demasiado lejos, a hacer cosas que me molestaban. Era difícil. Me enfurruñé en las portadas de los periódicos, no quería hacer ningún esfuerzo, era mi manera de preservarme», recuerda.

## Controversia
En 1984, dos años antes de que se estrenara Charlotte for Ever, Gainsbourg había escrito e interpretado la canción Lemon Incest con su hija, Charlotte Gainsbourg. La canción fue muy controvertida ya que contenía referencias al incesto y la pedofilia que el público sospechaba que eran parcialmente autobiográficas. La película Charlotte for Ever exploró temas similares. Debido a la edad de Charlotte Gainsbourg y al hecho de que estaba interpretando a un personaje con el mismo nombre que el suyo mientras que su padre en la vida real interpretaba a su padre en la película, la película fue vilipendiada y volvieron a surgir preguntas sobre si Gainsbourg estaba abusando de su hija. Como adulta, Charlotte Gainsbourg defendió repetidamente su relación con su padre, admitiendo que él había tenido la intención de provocar al público, pero negando cualquier incorrección o abuso hacia ella misma.